# چشم ببر
"چشم ببر"(به انگلیسی: Eye of the Tiger) یک تک‌آهنگ از گروه موسیقی راک سوروایور و از سومین آلبوم آنها چشم ببر است. این ترانه در ۲۹ مه ۱۹۸۲ منتشر شده است. سیلوستر استالون ساخت این ترانه را از گروه درخواست کرد زیرا نتوانست با کوئین به توافق برسد و بعد از ساخت این ترانه به عنوان موسیقی متن در راکی ۳ قرار گرفت.